# Parafia Matki Bożej Częstochowskiej w Iskrzyni
Parafia Matki Bożej Częstochowskiej w Iskrzyni − parafia rzymskokatolicka w archidiecezji przemyskiej, w dekanacie Krosno II.

## Historia
W 1352 roku została lokowana wieś Iskrzynia. W 1750 roku właściciel ziemski zbudował drewniany kościół pw. św. Jana Nepomucena. Gdy budowano gościniec cesarski z Przemyśla na przełęcz Dukielską, kościół rozebrano. W latach 1907 i 1949 mieszkańcy bezskutecznie starali się o budowę własnego kościoła. W 1977 roku w domu Mariana Prugara powstał punkt katechetyczny. 19 października 1980 roku w punkcie katechetycznym rozpoczęto odprawiać msze święte. 
W latach 1982–1985 zbudowano murowany kościół, według projektu arch. inż. Leonarda Reppela. 26 sierpnia 1985 roku bp Ignacy Tokarczuk poświęcił kościół, pw. Matki Bożej Częstochowskiej. W 1985 roku została erygowana parafia, z wydzielonego terytorium parafii Krościenko Wyżne. 22 sierpnia 1993 roku abp Józef Michalik dokonał konsekracji kościoła.
Na terenie parafii jest 1100 wiernych.
Proboszczowie parafii:
1985–2000. ks. kan. Czesław Jaworski.
2000– nadal ks. Krzysztof Kwieciński.